# Скварчиньский, Станислав
Станислав Скварчиньский (пол. Stanisław Skwarczyński; 17 ноября 1888, Верхняя, Королевство Галиции и Лодомерии, Австро-Венгрия (ныне Калушский район Ивано-Франковская область Украина) — 8 августа 1981, Лондон, Великобритания) — польский военачальник, бригадный генерал.

## Биография
Окончил школу во Львове, затем изучал архитектуру во Львовском политехническом институте, активно участвовал в польских военизированных организациях, таких как подпольный Союз активной борьбы и Стрелковое братство. В 1914 году вступил в Польские легионы, в составе которых участвовал в Первой мировой войне на стороне Австро-Венгрии.
Служил в 1-м пехотном полку Польских легионов под командованием Ю. Пилсудского, с июня 1915 года — поручик. В июле 1917 года дезертировал. С сентября 1917 года действовал в подполье, командовал Лодзинским округом нелегальной Польской военной организации.
В ноябре 1918 года после обретения независимости Польшей вступил в польскую армию (Войско Польское), и вскоре стал командиром 3-го батальона 28-го Каневского стрелкового полка под командованием Ф. Сикорского. Вместе со своим отрядом сражался против чехословацких войск в Тешинской Силезии, затем был переброшен в Восточную Галицию, где в конце 1918 — начале 1919 годов участвовал в Польско-украинской войне.
В августе 1919 года назначен командиром резервного батальона, а 15 апреля 1920 года стал командиром 2-го батальона 5-го пехотного полка Польских легионов. Во время Советско-польской войны с 12 июня по 4 июля 1920 г. и с 23 августа 1920 по 19 марта 1927 г. командовал 5-м пехотным полком. В мае 1922 года повышен в звании до подполковника, в 1924 году ему было присвоено звание полковника.
С августа 1928 г. — командир 3-й пехотной дивизии Польских легионов. В октябре 1930 г. назначен командиром 1-й пехотной дивизии легионов Юзефа Пилсудского в Вильнюсе.
1 января 1931 года Скварчинский был произведен в бригадные генералы.
С конца 1930-х годов активно участвовал в политике, был сторонником движения санации. В 1938—1939 был лидером Лагеря национального объединения крыла политической организации «пилсудчиков», декларирующую политику польского национализма, антикоммунизма и антисемитизма, в 1938 году официально открыл заседания 5-го созыва сейма Польши.
В конце августа 1939 года вернулся на действительную воинскую службу и был назначен командиром корпуса Армии «Прусы». Позже был назначен командиром оперативной группы «Вышкув». Командовал резервами армии «Прусы», затем стал командиром Южной группы Армии «Прусы».
Находясь на этом посту во время вторжения вермахта в Польшу в 1939 г., не справился с поставленной задачей во время битве при Радоме против 15-го моторизованного корпуса вермахта, после двух дней боёв отдал приказ рассредоточить подразделения, бросив всё тяжёлое вооружение (включая 50 орудий). Эвакуировался в Румынию, где был интернирован в г. Тулча. 8 февраля 1941 г. вместе с группой из 11 генералов был передан румынским правительством военным нацистской Германии.
С 1941 года находился в заключении в Дорстене в Рурской области, затем в лагере Oflag VI B в Варбурге. После освобождения в апреле 1945 года отправился в Лондон. Военной, политической и общественной деятельностью на Западе не занимался. Жил в изгнании в Лондоне до смерти.